# Autódromo Martín Miguel de Güemes
El autódromo Martín Miguel de Güemes, de la ciudad de Salta fue inaugurado el 18 de abril de 1974 de 4.106 metros de extensión. Se reinaugurò el 29 de julio de 2003 con la visita del Turismo Carretera. El circuito se encuentra Organizado por el Auto Club Salta.

## Historia
Inaugurado el 18 de abril de 1974, con la visita de la Fórmula 1 nacional, desde ese entonces el autódromo de Salta es el epicentro de grandes eventos deportivos y la cuna de grandes pilotos como los hermanos Nicolás y Pablo Vuyovich. Además de otros apellidos representativos como Fabbroni, Masciarelli y Urtubey, generaciones enteras comparten su pasión por la velocidad y los motores.
La provincia antes no tenía un autódromo de asfalto, si contaba con uno de tierra, ubicado en Villa Mitre.
Grandes carreras y campeones emergieron de un espectaular autódromo incrustado entre los cerros.
Circuito técnico como pocos, es importante contar con un buen motor para acelerar rápidamente de abajo, combina rectas cortas y varias curvas peraltadas en subida y bajada. 
Desde su inauguración, hasta el 2002, el autódromo salteño contó con 3.409 metros de extensión. En ese año se decidió extenderlo hasta los 4.186 metros actuales, con el objetivo de recibir a las grandes categorías nacionales como el Turismo Carretera (TC), TC2000, Turismo Nacional (TN), Top Race, entre las principales.
Momentos históricos
Fernando Masciarelli supo destacarse arriba de los autos de competención en la década de los 90, consagrándose campeón en la categoría Turismo Pista 1.100 cc (TP 1.100), de los Fiat 128.
Después de su éxito como piloto decidió bajarse de los autos para crecer en su camino como preparador. Además de varios campeonatos zonales, fue uno de los responsables del mayor logro del automovilismo salteño, el campeonato de Turismo Nacional Clase 2, conquistado en el 2000 por el recordado Nicolás Vuyovich.
Las dos horas del TP 1.100
Un grato momento en la historia del automovilismo local ocurrió en 1998 con las dos horas del TP 1.100. Asado de por medio, dirigentes del Auto Club Salta se preguntaron: "¿por qué no hacemos una carrera especial? Y fue la carrera más importante del automovilismo zonal.
La carrera fue un éxito. Dos horas a pura velocidad y, dos pilotos compartiendo el auto. La victoria fue para los hermanos, Nicolás y Pablo Vuyovich, seguidos por Luis Barzola y Alfredo Olmedo.
Categorías nacionales

La década de los 2000 fue la de mayor presencia del autódromo salteño en el calendario nacional. En 10 años recibió cinco veces al TC y otras tantas al Top Race, Turismo Nacional y (en menor medida) al TC2000.
El autódromo Martín Miguel de Güemes es un lugar de grandes carreras. Denominado por algunos como "el valle de la velocidad", durante años fue considerado "el autódromo del Norte". Actualmente es el escenario de las categorías zonales como los Fiat 128 en sus divisionales 1.100 y 1.400 cc, y los Fiat 600 junto a los Renault Gordini. 
La última visita (de autos con techo) a nivel nacional fue el 1 de noviembre del 2012, con el Súper TC2000. La carrera la ganó Leonel Pernía (Renault), escoltado por José María López (Ford) y Matías Rossi (Toyota).

## Datos técnicos
El autódromo Martín Miguel de Güemes es uno de los circuitos más trabados de Argentina, principalmente porque está emplazado en un marco natural de montañas, lo que dan la sensación de estar en tribunas naturales alrededor de los 4.106 metros de extensión. Se encuentra a una altitud de 1200 metros sobre el nivel del mar.
Uno de los sectores que se destaca, es el denominado "Cola del Avión", Las medianas rectas, que finalizan en curvones de mediana velocidad, lo transforman en uno de los circuitos más difíciles para el sobrepaso, según la palabra de los propios protagonistas, pero también hay que tener especial cuidado para realizar la puesta a punto del auto en lo referente al chasis ya que se está doblando de manera constante. Es importante contar con un buen motor para que empuje bien de abajo en la salida de las curvas ya que varias de las mismas son de formas peraltadas y en subida, y hay que tener especial cuidado en la carburación debido a la altura. Es un circuito donde no es tan fácil el sobrepaso. Cuenta con cuatro retomes de los cuales se transitan en 2.ª y 3.ª marcha y una recta opuesta que culmina con una curva difícil de transitar, la "Subida al Avión".

## Cómo llegar
Desde el centro de la ciudad de salta para llegar al autódromo se accede por la calle Alvarado hacia el este, hasta la Av. Yrigoyen. Luego hay que circular dos kilómetros hasta el Barrio Autódromo, y el circuito está a un kilómetro a la izquierda.

## Resultados

### TC2000
| Año  | Piloto              | Automóvil      | Variante     |
| ---- | ------------------- | -------------- | ------------ |
| 1986 | Juan María Traverso | Renault Fuego  | 3.409 m      |
| 1994 | Omar Martínez       | Ford Sierra    | 3.409 m      |
| 2002 | Juan Manuel Silva   | Honda Civic    | 2.830 m      |
| 2003 | Nicolás Kern        | Ford Escort    | 4.106 m      |
| 2008 | Matías Rossi        | Renault Megane | 4.106 m      |
| 2012 | Franco Girolami     | Fiat Linea     | 3.409 metros |

### Súper TC2000
| Año  | Piloto        | Automóvil         | Variante |
| ---- | ------------- | ----------------- | -------- |
| 2012 | Leonel Pernía | Renault Fluence   | 3.409 m  |
| 2019 | Matías Rossi  | Toyota Corolla XI | 3.409 m  |

### Turismo Carretera
| Año  | Piloto                | Marca       | Variante |
| ---- | --------------------- | ----------- | -------- |
| 1978 | Juan María Traverso   | Ford Falcon | 3.409 m  |
| 2003 | Omar Martínez         | Ford Falcon | 4.106 m  |
| 2004 | Juan María Traverso   | Torino      | 4.106 m  |
| 2006 | Lionel Ugalde         | Ford Falcon | 4.106 m  |
| 2008 | Diego Aventin         | Ford Falcon | 4.106 m  |
| 2010 | Gabriel Ponce de León | Ford Falcon | 4.106 m  |

### Top Race
| Año  | Piloto                                        | Automóvil                          |
| ---- | --------------------------------------------- | ---------------------------------- |
| 2000 | Julio Cesar Catalán Magni / Guillermo Ortelli | BMW Serie 3/Chevrolet Vectra       |
| 2003 | Julio Cesar Catalán Magni / Alejandro Bini    | BMW Serie 3/BMW Serie 3            |
| 2004 | Henry Martin / Nestor Riva                    | Ford Focus /Peugeot 405            |
| 2005 | Guillermo Ortelli                             | Chevrolet Vectra                   |
| 2005 | Gabriel Ponce de León                         | Ford Mondeo                        |
| 2006 | Julio Cesar Catalán Magni / Henry Martin      | Chevrolet Vectra/Ford Mondeo       |
| 2007 | Rafael Morgerstern/ Diego Aventin             | Mercedes Benz Clase C /Ford Mondeo |
| 2008 | Emiliano Spataro/ Lionel Ugalde               | Volkswagen Passat/Ford Mondeo      |
| 2009 | Omar Martinez                                 | Ford Mondeo                        |
| 2010 | Norberto Fontana                              | Volkswagen Passat                  |
| 2011 | Agustín Canapino                              | Mercedes Benz Clase C              |
| 2012 | Matías Rossi                                  | Ford Mondeo                        |
| 2016 | Agustín Canapino                              | Mercedes Benz C-204                |

### Fórmula 2 Codasur
| Año     | Piloto              | Automóvil                 | Variante |
| ------- | ------------------- | ------------------------- | -------- |
| 1983    | Guillermo Maldonado | Berta Mk2-Volkswagen 1500 | 3.409 m  |
| 1985    | Guillermo Maldonado | Berta Mk2-Volkswagen 1500 | 3.409 m  |
| Fuente: |                     |                           |          |

### Récords de vueltas
| Categoría                | Año  | Piloto            | Automóvil                  | Equipo             | Tiempo                  | Variante |
| ------------------------ | ---- | ----------------- | -------------------------- | ------------------ | ----------------------- | -------- |
| Turismo Nacional Clase 3 | 2008 | Diego Aventin     | Ford Focus                 |                    | 1:40.956 a 146.416 km/h | 4106 m   |
| Turismo Nacional Clase 2 | 2008 | Ivan Arbusti      | Chevrolet Corsa            |                    | 1:43.717 a 142,519 km/h | 4106 m   |
| Top Race                 | 2010 | Agustín Canapino  | Mercedes Benz Clase C TRV6 | Sport Team         | 1:35.482 a 148,919 km/h | 4106 m   |
| Top Race                 | 2012 | Agustín Canapino  | Mercedes Benz Clase C TRV6 | Sport Team         | 1;16,980                | 3409 m   |
| Turismo Carretera        | 2010 | Omar Tanoni       | Ford Falcon                | Tanoni Competición | 1:30.913 a 156,104 km/h | 4106 m   |
| Turismo Carretera Pista  | 2010 | Martin Serrano    | Chevrolet Chevy            | Sport Team         | 1:32.738 a 153,550 km/h | 4106 m   |
| TC 2000                  | 2003 | Guillermo Ortelli | Honda Civic                | Honda-Petrobras    | 1:34.530 a 148,920 km/h | 4106 m   |
| TC 2000                  | 2012 | Franco Girolami   | Fiat Linea                 |                    | 1:21.389 a 150,787 km/h | 3409 m   |
| Súper TC 2000            | 2012 | José María López  | Ford Focus                 | PSG16 Team         | 1:19.547 a 158,279 km/h | 3409 m   |
| Formula Renault 1.6      | 2008 | Guido Falaschi    | Tito                       | GF Racing          | 1:35.628                | 4106 m   |